# Присоединение Архиепископии западноевропейских приходов русской традиции к Московскому патриархату

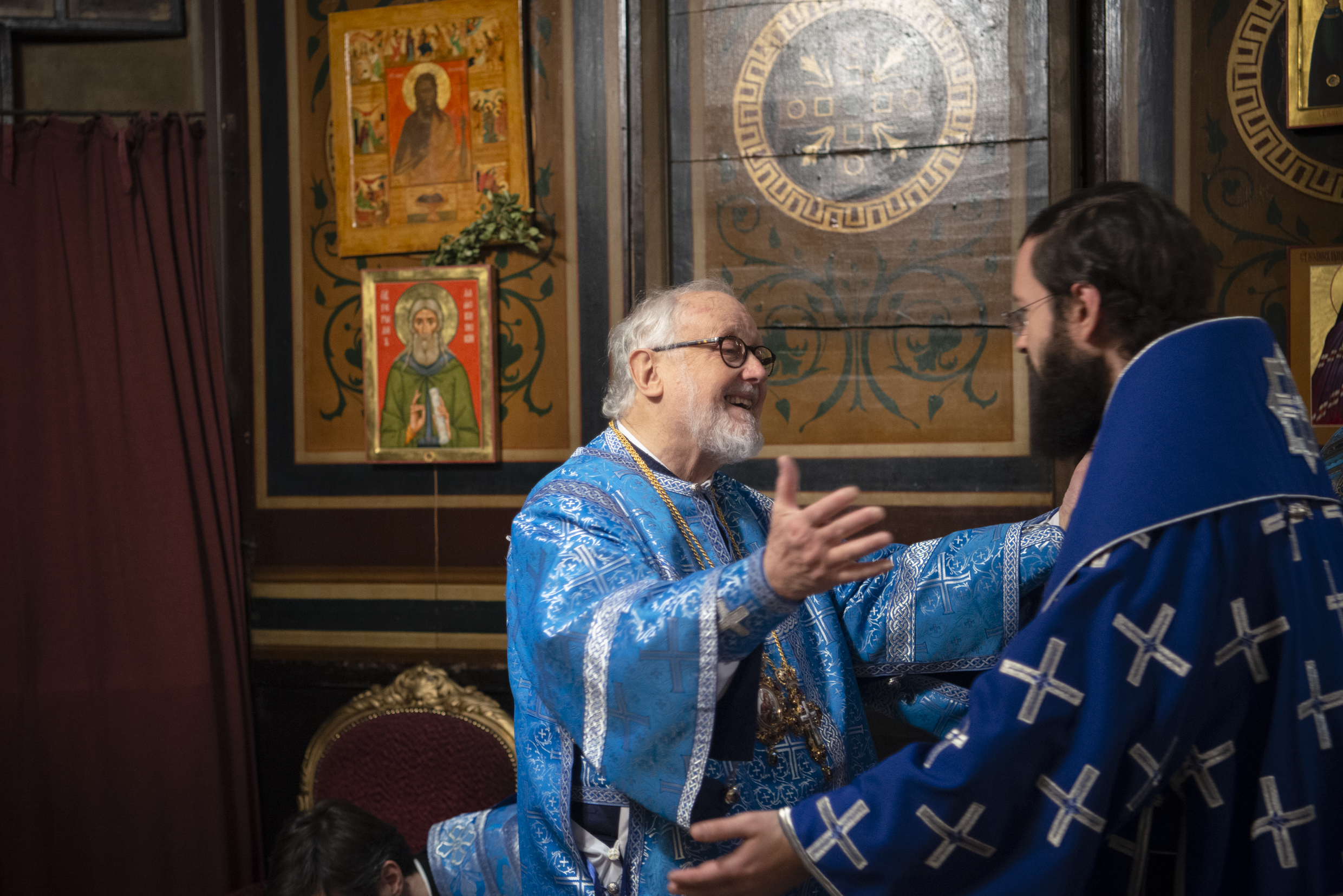
Митрополит Иоанн (Реннето) приветствует митрополита Антония (Севрюка), управляющего Патриаршим экзархатом в Западной Европе. 6 декабря 2019 года

Присоединение Архиепископии западноевропейских приходов русской традиции к Московскому патриархату — процесс вхождения Архиепископии православных русских церквей в Западной Европе, ранее находившейся в составе Константинопольского патриархата, в юрисдикцию Московского патриархата.
Данное религиозное объединение, изначально в статусе митрополии, было основано в 1921 году в составе Московского патриархата указом митрополита Тихона. В 1931 году данное объединение во главе с митрополитом Евлогием (Георгиевским) перешло в Константинопольский патриархат и получило статус «временно единой особой экзархии Святейшего Патриаршего Вселенского Престола на территории Европы». В 1965 году провозгласила себя «независимой и самостоятельной Архиепископией Православной Церкви Франции и Западной Европы». С 1971 по 1999 год имела статус структуры, аффилиированной с Галльской митрополией, а с 1999 по 2018-й — экзархата православных русских церквей в Западной Европе.
Хотя вопрос о возвращении в Московский патриархат поднимался неоднократно, процесс подготовки к переходу данной архиепископии в Русскую православную церковь начался после упразднения Синодом Константинопольского патриархата 27 ноября 2018 года статуса экзархата с требованием к входившим в него приходам влиться в состав греческих митрополий в Западной Европе. Сама архиепископия во главе со своим предстоятелем архиепископом Иоанном (Реннето) отказалась выполнять это требование и, желая и дальше сохранять данное объединение приходов и собственные традиции, стала искать пути выхода из положения. Для этого были предложены разные варианты, но наибольшую поддержку получило предложение войти в состав Московского патриархата. 14 сентября 2019 года Священный синод Русской православной церкви принял архиепископа Иоанна (Реннето) в клир Московского патриархата, поручив ему управление клириками и приходами, которые последуют за ним. 7 октября того же года, основываясь на резолюции пастырского совещания архиепископии, Священный синод принял и саму архиепископию. Решение среди прочего определяло, что архиепископия действует в составе Московского патриархата на особых правах, в частности, «сохраняются её богослужебные и пастырские особенности, являющиеся частью её традиций», а также «исторически сложившиеся особенности её епархиального и приходского управления, в том числе те, которые были установлены митрополитом Евлогием (Георгиевским), исходя из особенностей существования возглавляемого им церковного удела в Западной Европе и с учётом отдельных решений Всероссийского Церковного Собора 1917—1918 годов».
2—4 ноября 2019 года в Москве состоялись торжественные мероприятия по случаю присоединения Архиепископии западноевропейских приходов русской традиции к Русской православной церкви, во время который 3 ноября за литургией в храме Христа Спасителя в Москве патриарх Московский и всея Руси Кирилл вручил патриаршую и синодальную грамоту архиепископу Дубнинскому Иоанну о присоединении к Московскому патриархату.
Решение присоединиться к Московскому патриархату было поддержано не всеми клириками и мирянами архиепископии. Часть приходов и клириков упразднённого экзархата присоединилась к Галльской митрополии Константинопольского патриархата, а также иным поместным православным церквам. Для тех приходов во Франции, которые пожелали остаться в Константинопольском патриархате, было создано отдельное викариатство. На декабрь 2019 года архиепископия объединяла 67 монастырей, приходов и общин, что составляло 58 % от 115 единиц, насчитывавшихся к моменту упразднения экзархата, что соответствовло проценту голосов за воссоединение с Москвой (58,1 %), поданных в ходе общего собрания архиепископии, которое состоялось в Париже 14 сентября 2019 года.
24 января 2020 года на прошедшей под председательством митрополита Иоанна очередной Генеральной ассамблее были обновлены члены Совета архиепископии, избраны членов различных комитетов, а также двое викарных епископов, а 25 января 2020 года чрезвычайное общее собрание большинством (94 %) голосов одобрило необходимые изменения устава для приведения их в соответствие с «грамотой», вручённой митрополиту Иоанну патриархом Кириллом 3 ноября 2019 года. Таким образом, переход архиепископии в состав Московского патриархата был оформлен и юридически. 4 декабря 2020 года через подписание коммюнике о прекращении конфликтной ситуации Архиепископия и те, кто решили остаться в Константинопольском патриархате, декларировали отсутствие претензий друг к другу.

## Образование и переход в Константинопольский патриархат
2/15 октября 1920 года Временное высшее церковное управление на Юго-Востоке России под председательством архиепископа Новочеркасского и Донского Митрофана (Симашкевича) назначило «управляющим русскими приходами в Западной Европе» на правах епархиального архиерея эмигрировавшего архиепископа Житомирского и Волынского Евлогия (Георгиевского). Назначение было подтверждено указами патриарха Московского и всея России Тихона № 423 и 424 от 26 марта/8 апреля 1921 года.
26 февраля 1924 года, в соответствии с законодательством Франции, было зарегистрировано юридическое лицо под названием «Правление союза русских православных ассоциаций в Западной Европе» (фр. Union Directrice des Associations Orthodoxes Russes).
В конце 1944 года митрополит Евлогий выразил желание возвратиться в юрисдикцию Московской патриархии. 29 августа 1945 года митрополитом Николаем (Ярушевичем), специально для сего прибывшим в Париж, был совершён акт воссоединения с Московским патриархатом митрополита Евлогия и его викариев Владимира (Тихоницкого) и Иоанна (Леончукова), текст которого гласил, что «на сие имеется словесное согласие Его Святейшества патриарха Вселенского Вениамина». 7 сентября 1945 года состоялось постановление Священного синода РПЦ о воссоединении приходов, управляемых митрополитом Евлогием, с Московским патриархатом; но отпускная грамота от патриарха Константинопольского получена не была. Кроме того, из информационного письма заместителя наркома иностранных дел СССР Владимира Деканозова председателю Совета по делам РПЦ Георгию Карпову от 25 декабря 1945 года видно, что устремления экзарха не разделяли «массы» верующих экзархата: «<…> В эмигрантской церкви массы верующих самостоятельны. Успехи митрополита Николая Крутицкого вовсе не закреплены и могут быть легко разрушены. Тов. Богомолов считает, что следует поспешить с присылкой в Париж постоянных представителей Московской патриархии и закрепить первоначальные успехи Николая, иначе англо-американцы захватят заграничные православные организации в свои руки и обратят их в орудие борьбы против нас».
22 ноября 1965 года патриарх Константинопольский Афинагор упразднил временный экзархат из-за того, что Русская церковь, «избавившись от разделений и организовавшись внутренне, приобрела и внешнюю свободу» и нужда во временной организации отпала. Предложение патриарха Афинагора о возвращении в Московский патриархат не было исполнено: совет бывшего экзархата 30 декабря 1965 года провозгласил бывший экзархат «независимой и самостоятельной Архиепископией Православной Церкви Франции и Западной Европы», которая в феврале 1966 года была переименована в «Православную архиепископию Франции и Западной Европы и русских западноевропейских церквей рассеяния». Была провозглашена цель создания в будущем автокефальной Французской православной церкви. 22 января 1971 года Константинопольский патриархат восстановил свою юрисдикцию над приходами бывшего русского Западноевропейского экзархата, который преобразовывался в «Архиепископию русских православных приходов в Западной Европе», будучи теперь подчинён Галльской митрополии, чтобы, как говорилось в Синодальной грамоте, русские приходы в Западной Европе «не были совершенно лишены высшего церковного надзора и связи с административной системой Церкви». Правомочность этого действия не была признана священноначалием Русской православной церкви.
19 июня 1999 года томосом патриарха Константинопольского Варфоломея подтверждалось пребывание архиепископии в составе Константинопольского патриархата и восстанавливался её статус экзархата.
По неофициальным сведениям, в начале 2000-х годов, при архиепископе Сергии (Коновалове), главой отдела внешних церковных связей Московского патриархата митрополитом Кириллом (Гундяевым) готовился переход экзархата в юрисдикцию Московского патриархата (МП) и создание Западноевропейской митрополии МП. Такие планы Москвы не нашли поддержки в самой епархии. После кончины 22 января 2003 года архиепископа Сергия (Коновалова), в преддверии выборов архиепископа, назначенных на 1 мая, Московский патриархат предложил создание во Франции и Западной Европе «самоуправляемого Митрополичьего округа» — как базы для будущего учреждения многонациональной поместной православной церкви в Западной Европе, о чём прямо говорило послание патриарха Алексия II от 1 апреля 2003 года. Однако с избранием нового предстоятеля экзархата, архиепископа Гавриила (де Вильдера), отношения руководства архиепископии с Московским патриархатом резко ухудшились. Группа православных мирян Франции разных юрисдикций, недовольных новым курсом, выступила за объединение с Московским патриархатом, создав 31 марта 2004 организацию «За поместное православие русской традиции в Западной Европе».
По словам диакона Александра Занемонца: «Проблема Экзархата в том, что Русская церковь его никогда не отпускала во Вселенский патриархат. <…> Этот вопрос не решен, а потому сохраняется желание Московского патриархата „вернуть себе“ некогда утраченную епархию. Вопрос является скорее административным, его нерешенность не мешает молитвенному и евхаристическому общению, но сохраняется конфликтность самой ситуации».

## Разрыв отношений Московского патриархата с Константинопольским
В связи с началом процедуры предоставления автокефалии Православной церкви Украины со стороны Константинопольского патриархата вопреки желанию Русской православной церкви, 8 сентября 2018 года было обнародовано заявление Священного синода Русской православной церкви, в котором был выражен «решительный протест и глубокое возмущение» в связи с назначением Константинопольским патриархатом архиепископа Памфилийского Даниила (Зелинского) и епископа Эдмонтонского Илариона (Рудника) экзархами Константинопольского патриархата в Киеве. 14 сентября во внеочередном заседании Священный синод Русской православной церкви, имев суждение об «ответных действиях в связи с назначением Константинопольским патриархатом своих „экзархов“ в Киев в рамках принятого Синодом этой Церкви „решения о предоставлении автокефального статуса Православной Церкви в Украине“», постановил «приостановить молитвенное поминовение патриарха Константинопольского Варфоломея за богослужением» и «сослужение с иерархами Константинопольского патриархата». Константинопольский патриархат на заседании синода 9—11 октября объявил, что приступает к процессу предоставления автокефалии церкви Украины. Он отменил решение 1686 года о переходе Киевской митрополии под юрисдикцию Московского патриархата и заявил о восстановлении ставропигии в Киеве (статуса подчинения непосредственно Константинопольскому патриарху). Было принято решение снять анафему с глав двух неканонических церквей на Украине — Филарета из Киевского патриархата и Макария из Украинской автокефальной церкви. В ответ на эти действия синод Русской православной церкви 15 октября принял решение о невозможности дальнейшего евхаристического общения (совместное служение литургий) с Константинополем. Поскольку архиепископия являлась на тот момент частью Константинопольского патриархата, это означало разрыв общения и с ней. В ответ на это было сделано заявление канцелярии архиепископа Иоанна, что «наша Архиепископия-Экзархат, находящаяся в юрисдикции Вселенского Патриархата, состоит в полном общении со всей Православной Церковью. Также извещаем вас о том, что Вселенский Патриархат не прерывал общения с Московским Патриархатом и продолжает его поминать в порядке, установленном в диптихе».
Действия Константинопольского патриархата вызвали протест некоторых клириков и мирян архиепископии. По словам протодиакона Иоанна Дробота-Тихоницкого: «Из наших приходов просто ушли некоторые прихожане, когда Константинополь начал „делать свои дела“ на Украине: не приходили причащаться, хотя у них не было поблизости другого храма. Это просто принципиальная позиция людей». В октябре 2018 года в знак протеста против действий патриарха Константинопольского на Украине церковь Рождества Христова и Николая Чудотворца во Флоренции вышла из подчинения Константинопольского патриархата, перейдя в РПЦЗ. Настоятель храма протоиерей Георгий Блатинский отметил: «После антиканонических решений, сделанных патриархом Варфоломеем 11 октября, мы перестали его поминать. Этими решениями патриарх Варфоломей сделал Православную церковь Украины во главе с митрополитом Онуфрием гонимой». На общем собрании прихожан, где присутствовали более ста человек, была выражена единогласная поддержка решению о переходе в юрисдикцию РПЦЗ. Согласно информации экзархата, решение было принято в одностороннем порядке настоятелем прихода без общего приходского собрания, архиепископ Иоанн (Реннето) с 1 ноября запретил в служении настоятеля протоиерея Георгия Блатинского и иерея Олега Цуркана, которые к тому времени уже были приняты в клир РПЦЗ без отпускной грамоты в сущем сане.

## Упразднение экзархата и реакция на это
27 ноября 2018 года Синод Константинопольской церкви принял решение об упразднении Архиепископии русских церквей в Западной Европе и переподчинении её приходов местным, параллельно существующим в европейский странах греческим митрополиям. Данное решение, согласно коммюнике Константинопольского патриархата, было «направлено на дальнейшее укрепление связи приходов русской традиции с материнской церковью Константинопольского патриархата». В тот же день Синод Константинопольской церкви объявил о созыве объединительного собора в Киеве. Такое решение стало для всех неожиданным, так как было сделано без согласования с епархией и даже без извещения об этом 75-летнего архиепископа Иоанна (Реннето). По словам публициста Сергея Бычкова, инициаторами данного решения стали митрополит Галльский Эммануил (Адамакис) и архиепископ Тельмисский Иов (Геча): «Архиепископ Иов посчитал себя оскорблённым, когда из-за многочисленных жалоб духовенства Парижской архиепископии Патриарх Варфоломей несколько лет назад сместил его и отправил в отставку с должности управляющего архиепископией. <…> Для митрополита же Эммануила Парижская архиепископия была постоянным раздражителем — он привык к спокойному и размеренному образу жизни, а существование во Франции 56 автономных и в большинстве своем очень активных православных приходов не давало ему покоя. Оба иерарха не понимали и не принимали Устав архиепископии, согласно которому епископа избирают клирики и миряне. А приходские уставы архиепископии предоставляют прихожанам вообще неслыханную свободу — вплоть до того, что проштрафившийся священник может быть заменен по их требованию. Эти „церковные новшества“ (хотя почти 100 лет архиепископия жила согласно решениям Поместного Собора Российской Церкви 1917-18 гг.) были непонятны грекам». По мнению OLTR, «отзыв Томоса 1999 года объяснялся стремлением избежать притязаний украинских диаспор, зависимых от господина Думенко, которые могли требовать, „как русские“, экзархата. Необходимо было срочно отозвать тот, который существовал». В самом Константинопольском патриархате назвали две причины упразднения экзархата: 1) дублирование юрисдикций внутри Вселенского патриархата, когда «почти в каждой стране Западной Европы уже есть епископ Константинополя, и в этих же странах есть общины, которые принадлежали к экзархату», в связи с чем «возникало много разночтений, к кому священникам обращаться в случае необходимости — местному епископу или экзарху»; 2) увеличение числа епископов Константинопольского патриархата по сравнением с 1931 годом, когда в Европе было всего несколько православных епископов, а ныне константинопольские епископы есть почти в каждой стране и потребность в экзархате отпала.
Такое решение породило правовую коллизию: как юридическое лицо в рамках французского закона архиепископия существовала, а как духовная единица в рамках Константинпольского патриархата — нет.
С самого начала архиепископ Иоанн решил полностью игнорировать решение Константинопольского патриархата упразднить Русскую православную архиепископию (экзархат) в Западной Европе. 28 ноября 2018 года епархиальное управление архиепископии сообщило, что «Священный Синод Патриархата 27 ноября 2018 года принял решение отменить статус Экзархата нашей Архиепископии»; уточнялось, что решение Священного синода «ни коим образом не было запрошено Архиепископией», а её глава архиепископ Иоанн (Реннето) «не был предварительно проконсультирован об этом решении» и узнал о таком таком решении из личной беседы с патриархом Варфоломеем. 30 ноября 2018 года вышло коммюнике Совета архиепископии по этому вопросу, где говорилось: «Всякое церковное решение, чтобы быть действенным, должно быть официально принято той общностью, к которой оно отнесено. В особенности если оно не было запрошено теми, кто должен его выполнять». В коммюнике сообщалось: «будучи укоренённой в западноевропейском обществе, архиепископия восприняла некоторые элементы западной культуры. В первую очередь, это приверженность демократическим ценностям, основополагающим правам человека, а также общему обсуждению перед принятием любого решения». Архиепископ Иоанн заявил, что не признаёт решения об упразднении архиепископии, и объявил о намерении продолжить руководство экзархатом, несмотря на решение Синода. 2 декабря Совет архиепископии выпустил коммюнике, в котором постановление Синода названо неожиданным. Русские приходы заявили о своей решимости сохранять верность и подчинение архиепископу Иоанну. В документе говорилось о намерении поддерживать свою русскую идентичность. Отмечалось, что по причине своего неожиданного характера решение стамбульского Синода требует «глубокого размышления», и для того, чтобы ответить на это решение, архиепископу Иоанну нужно посоветоваться с духовенством и мирянами. С этой целью архиепископ Иоанн пригласил священнослужителей экзархата на пастырское собрание 15 декабря 2018 года, по итогам которого объявлено о проведении 23 февраля 2019 года в Париже Внеочередного общего собрания Правящего епархиального объединения православных русских ассоциаций в Западной Европе (фр. Union Directrice Diocésaine des Associations Orthodoxes Russes en Europe Occidentale) с участием клириков и делегатов от мирян и повесткой дня: «Обсуждение решения Вселенского Патриархата о „реорганизации статуса экзархата“». 15 декабря на пастырском собрании архиепископ Иоанн озвучил три предложения, которые получила архиепископия как варианты её сохранения: Русская зарубежная церковь, автономия в составе Московского патриархата и Румынская православная церковь.
12 января 2019 года был составлен «Акт канонического подчинения православных приходов русской традиции в Западной Европе территориальным митрополиям Вселенского Константинпольского Патриархата». Руководство архиепископии отказалось подчиниться ему и объявило, что «наши приходы, входящие в руководящий Союз русских православных объединений в Западной Европе, должны сами по итогам заседания Генеральной Ассамблеи 23 февраля 2019 года определить, какие канонические меры следует принять для будущего Архиепископии». В коммюнике Совета архиепископии от 17 января 2019 года отмечалась: «В последние дни многие священники и диаконы Архиепископии получили письмо от греческого митрополита страны, где они проживают, с приказом перестать поминать своего собственного архиепископа и присоединиться к духовенству греческих митрополий». Вскоре архиепископия лишилась храма Христа Спасителя в Сан-Ремо, который 24 января был принят в Западно-Европейскую епархию Русской зарубежной церкви. Причиной этого было то, что митрополит Италийский Геннадий (Зервос) потребовал от его настоятеля священника Дионисия Байкова передать Итальянской митрополии Константинопольского патриархата собственность прихода. 3 февраля руководство архиепископии обвинило Дионисия Байкова в «незаконном и неканоничном» переходе. Он же, в свою очередь, призвал общины русской традиции вовсе проголосовать за роспуск архиепископии и, никого не слушаясь, определять своё будущее самостоятельно.
23 февраля 2019 года в Париже под председательством архиепископа Иоанна (Реннето) на Чрезвычайном Общем собрании архиепископии, состоявшем из всех членов клира и избранных мирян — представителей приходов и общин, 191 человек из 206 присутствовавших (93 %) проголосовал против роспуска архиепископии и за сохранение её как единой церковной структуры. По словам Николая Лопухина, среди возможных сценариев перечислялись переход к РПЦ (этот вариант он отметил как основной из всех обсуждавшихся), к РПЦЗ (Русской православной церкви заграницей, воссоединившейся с Московским патриархатом в 2007 году) или к Румынской церкви. Решение о выборе юрисдикции принято не было; продолжилось богослужебное поминовение архиепископом Константинопольского патриарха.
11 мая того же года состоялось и общее епархиальное собрание духовенства, однако договориться клирики между собой так и не смогли. Как отмечалось в «Независимой газете», встреча «ещё раз доказала, что единого мнения о будущем приходов русской традиции у духовенства пока нет». Было принято решение о проведении внеочередной Генеральной ассамблеи.
4 мая настоятель православного прихода «Всех скорбящих радость» в городе Брешиа (Италия) протоиерей Владимир Зелинский распространил открытое письмо, в котором критиковал медлительность, с которой принимаются решения: «Что мы можем обрести от продления этого ожидания? Преимущества не ясны, потери очевидны. Если бы окончательный выбор был сделан 15 декабря, мы, в Италии, возможно, не потеряли бы окончательно лучший приход во Флоренции. Если бы окончательное решение было принято 23 февраля, возможно, мы могли бы спасти наш приход в Сан-Ремо. Я не удивлюсь, если в отсутствие кворума окончательное решение будет перенесено на май 2020 года, чтобы сделать всё „мирно, по порядку, без спешки“». «Однако с ноября прошлого года мы живём в состоянии постоянного кризиса, поскольку неясна наша принадлежность к какому-либо патриархату, мы теряем верующих».
5 июля того же года архиепископ Иоанн разослал подчиненным ему приходам русской традиции письмо-уведомление: «Сегодня речь идёт не более и не менее как о выживании нашей архиепископии. Медлить нельзя, и вы это знаете. Верный принятому мной обязательству собрать вас снова, я созываю 7 сентября 2019 года новое чрезвычайное общее собрание на основе 34-й статьи устава архиепископии. Таким образом, мы проголосуем за наше будущее и, если это приведёт к изменению канонической принадлежности, немедленно назначим время, чтобы соответствующее изменение устава было принято в ближайшие месяцы на новом чрезвычайном собрании».
30 августа епархиальный совет предложил три вопроса на обсуждение делегатов: присоединение к Московскому патриархату; продолжение переговоров с Фанаром; претворение в жизнь проекта протоиерея Георгия Ашкова (о стремлении к статусу автономной церкви).

## Варианты дальнейшей судьбы и переговоры

### Московский патриархат
В начале декабря 2018 года архиепископ Иоанн начал вести переговоры с председателем ОВЦС МП митрополитом Иларионом (Алфеевым), затем несколько раз встречался с архиепископом Антонием (Севрюком). Первоначально эти переговоры происходили тайно. По воспоминаниям архиепископа Иоанна: «С декабря прошлого года у меня начались контакты с Русской православной церковью. Друзья помогли мне встретиться с митрополитом Иларионом, а затем мы начали обмениваться письмами с Патриархом Кириллом. Наш диалог развивался, была создана совместная комиссия. Наша воля была однозначна: архиепископия должна жить». 12 декабря 2018 года патриарх Московский и всея Руси Кирилл в письме архиепископу Хариупольскому Иоанну подчеркнул: «В случае воссоединения с Русской церковью готов гарантировать сохранение целостности архиепископии как группы приходов, возглавляемых вашим преосвященством на правах епархиального архиерея». Подобных обещаний ни одна другая церковь не дала.
Для переговоров с Московским патриархатом была создана специальная комиссия, в которую со стороны архиепископии вошли архиепископ Иоанн (Реннето), вице‑президент Совета архиепископии протоиерей Иоанн Гейт и член Совета архиепископии протоиерей Феодор ван дер Воорт. Московский патриархат представляли патриарший экзарх Западной Европы митрополит Корсунский и Западноевропейский Антоний (Севрюк), заместитель управляющего делами МП епископ Зеленоградский Савва (Тутунов) и заместитель председателя ОВЦС протоиерей Николай Балашов. Первая встреча между комиссиями состоялась 28 января в Париже. Епископ Савва (Тутунов) так определил принципы, которыми руководствовалось переговорная комиссия Московского патриархата: «В отношении архиепископии Константинополь вёл двойную игру. С одной стороны, он, вроде бы, признавал её специфику, а с другой — и это хорошо показала практика последних лет, Константинополь считал, что устав архиепископии условен, и Фанар мог сам определять порядок выборов архиепископа. Русская православная церковь готова сохранить управленческую традицию архиепископию вместе с другими её особенностями. В частности, мы максимально ясно прописали такой порядок выборов архиереев, который отражал бы практику определения кандидатов и самого избрания внутри архиепископии и одновременно давал бы священноначалию Московского патриархата droit de regard — право посмотреть на список кандидатов. Это ложится в русло той практики, которую предложил Собор 1917—1918 гг., а именно на этот собор часто ссылаются в архиепископии».
23 февраля 2019 года в ходе голосования на внеочередной Генеральной ассамблее архиепископии архиепископ Иоанн объявил делегатам, что уже ведёт переговоры с Московской патриархией, и что «архиепископия должна вернуться к своим истокам». Как сообщил диакон Александр Занемонец, выяснилось, что «переговоры с РПЦ ведутся на достаточно высоком уровне, с документированной перепиской и протоколами переговоров». «Из встреч и переписок с официальными (!) представителями патриарха Кирилла следует, что гарантируется сохранение автономного статуса Архиепископии, самостоятельное избрание архиереев и самостоятельность приходов». Архиепископ Иоанн особо отметил, что после того как архиепископия приняла решение не подчиняться указу патриарха Варфоломея о ликвидации экзархата (191 голос против 15), Константинополь может пойти на любые действия вплоть до полного уничтожения архиепископии как юридической единицы, призвав в связи с этим как можно скорее в полном составе перейти в РПЦ, и заявил, что сам в случае его запрета со стороны Константинополя не преминет это сделать. Его слова вызвали горячие споры, как и зачитанное там же письмо патриарха Кирилла.
После этого переговоры с Московским патриархатом продолжились: 5 апреля состоялась встреча комиссий в Москве. 22 апреля 2019 года архиепископ Иоанн направил очередное письмо клирикам и мирянам архиепископии, в котором подчеркнул, что «в настоящее время только Русская православная церковь может дать ответ, который позволил бы принять решение, соответствующее требованиям нашей церковной жизни». Текст архиерея вызвал негодование у части духовенства, и в своём ответном обращении от 23 апреля некоторые клирики указали, что сейчас «нет оснований полагать, что переход под омофор Московского патриарха — единственный способ выживания для архиепископии». При этом никаких других вариантов оппоненты архиепископа Иоанна не привели. Как пояснил диакон Александр Занемонец, «многие, конечно же, не хотят в Московский патриархат. Даже с автономией. Но пока нет другого конкретного варианта. Константинополь и РПЦЗ готовы просто включить нас в свои готовые епархии». Так, на пастырском совещании архиепископии 11 мая в Париже протоиерей Владимир Ягелло заявил, что «авторитарная структура РПЦ и её полная сращенность с государством РФ абсолютно неприемлемы». Агентство РИА-Новости отмечало, что вопрос о присоединении к Московскому Патриархату приобрёл политическую окраску, приводя слова прихожанина бывшего экзархата: «Некоторые даже говорят, что речь идёт о выборе не между поместными церквами, а „за Путина“ или „против Путина“». По словам архиепископа Иоанна: «Когда мы говорим о Москве, здесь, в мире русской эмиграции, сразу начинают вспоминать о КГБ, ГУЛАГе, Путине и так далее. Мы не идем к Путину или КГБ. Мы идём к церкви, которая будет уважать нашу автономию и наш образ жизни».
21 июня 2019 года в Вене состоялась третья встреча переговорных комиссий. В июне 2019 года факт очередной встречи Иоанна (Реннето) c представителями Московского патриархата в Вене для переговоров об условиях вхождения архиепископии в юрисдикцию Московского патриархата был подтверждён «Независимой газете» обеими сторонами переговорного процесса. Тогда же стал известен состав переговорных комиссий.
В начале августа стали известны условия, на которых Московский патриархат может принять архиепископию. Как отметил епископ Савва (Тутунов), «когда мы вели диалог с представителями архиепископии, и они, и мы говорили о том, что любые политические и иные предпочтения не имеют никакого значения в нашем церковном диалоге — мы говорили о единстве Церкви, а не об отношении к политике».
3 сентября 2019 года после решения Священного Синода Константинопольского Патриархата уволить Архиепископа Иоанна был изменён перечень рассматриваемых решений, представленных на рассмотрение Собрания. Таким образом, на Общем собрании 7 сентября будет приниматься прямое решение по «проекту присоединения к Московскому Патриархату», который в течение шести месяцев разрабатывался совместной комиссией «Архиепископия — Московский патриархат».
Как отметил протодиакон Иоанн Дробот-Тихоницкий, главной причиной, склонивший большинство клириков и мирян Архиепископии в пользу Московского Патриархата, было уважительное отношение Русской церкви по отношению к традициям Архиепископии. «Основной аргумент — это то, что нас приняли такими, как мы есть, с нашим статусом, уважая нашу историю, без перемен, мирно и с открытыми объятьями, что нас очень утешает и подбодряет».

### Константинопольский патриархат
Руководство Константинопольского патриархата с самого начала потребовало выполнения принятых им решений. В январе 2019 года на сайте архиепископии появилось коммюнике, в котором говорилось, что многие священники и диаконы получили письмо от греческих митрополитов «с приказом прекратить поминовение архиепископа Иоанна, присоединиться к духовенству греческой Митрополии, как будто приходы и общины Архиепископии уже входят в состав Митрополии, а также предоставить ему все требующиеся документы». В Архиепископии это сочли «вмешательством во внутреннюю жизнь» церковной организации, «незаконным как с точки зрения канонического, так и гражданского права».
По словам архиепископа Иоанна: «Я получил письмо из Константинополя, в котором мне запрещалось проводить общие собрания. Я попросил о встрече с патриархом Варфоломеем и изложил всю ситуацию, сказав о том, что большинство приходов хотят возвратиться к общению с Московским Патриархатом. Но мне было сказано, что я должен делать только то, что мне было предписано 12 января — все приходы должны были присоединиться к греческой митрополии».
7 февраля 2019 года митрополит Галльский Эммануил (Адамакис) направил открытое обращение к приходам архиепископии, в котором пообещал, что при условии, если они вольются в Галльскую митрополию, сделать все возможное для сохранения архиепископии как административно—территориальной единицы. В частности, он пообещал «в статусе викариата сохранение существующей ассоциации, которая будет продолжать управлять принадлежащим ей имуществом и функционировать в соответствии со своими собственными уставами, возможно, с некоторыми необходимыми изменениями».
В феврале 2019 года на Генеральной ассамблее была сформирована переговорная группа для налаживания контактов с разными юрисдикциями. 27 марта делегация архиепископии в составе протоиерея Александра Фостиропулоса, архидиакона Всеволода Борзаковского и профессора Кирилла Соллогуба встретилась с патриархом Варфоломеем в его резиденции на Фанаре, но договориться о будущем приходов русской традиции её участники не смогли. Как отмечал диакон Александр Занемонец, «Патриарх благосклонно принял делегацию, но посоветовал выполнить решения Синода Константинопольской церкви от 27 ноября 2018 года».
Сторонники того, чтобы остаться в ведении Константинополя, стали критиковать архиепископа Иоанна за отказ встретиться с патриархом Варфоломеем, заявляя, что последний не однажды приглашал архиепископа Иоанна сообща обсудить сложившуюся ситуацию, который по разным причинам противился этому, настаивая на проведении 7 сентября 2019 года внеочередного общего собрания архиепископии, созванного им без консультаций с членами архиепископии. Наконец, 17 августа, впервые после указа о ликвидации экзархата такая встреча состоялась. Переговоры ничего нового не принесли. Патриарх Варфоломей подтвердил желание, чтобы приходы архиепископии влились в местные греческие епархии, и просил отменить собрание 7 сентября, а архиепископ Иоанн отстаивал особый статус.
Решением Синода Константинопольского патриархата от 29—30 августа 2019 года архиепископу Иоанну (Реннето) был предоставлен канонический отпуск «в его личном качестве и исключительно для него, в результате чего он освобожден от заботы о приходах русской традиции в Западной Европе», а также смещён с посла настоятеля Александро-Невского собора в Париже; «ответственность за общины бывшего экзархата во Франции передана в полном объёме местному архипастырю митрополиту Эммануилу», а настоятелем Александро-Невского собора был назначен протоиерей Алексей Струве. О решении Синода был извещён письмом патриарха Варфоломея от 30 августа. Управляющим приходами бывшего экзархата был назначен митрополит Галльский Эммануил (Адамакис). Коммюнике епархиального управления, опубликованное на официальном сайте архиепископии 3 сентября 2019 года, извещало: «Владыка Иоанн сообщил, что он не ходатайствовал о таком отпуске, и направил в Патриархию просьбу о разъяснении. Между тем, архиепископ Иоанн подтверждает, что чрезвычайное общее собрание состоится обычным порядком 7 сентября, как и предусматривалось».
Циркулярным письмом от 4 сентября 2019 года митрополит Галльский Эммануил, как временно управляющий приходами бывшей архиепископии на переходный период, извещал, что собрание, назначенное на 7 сентября, если оно состоится, не может иметь никаких полномочий для принятия решений, и повторил высказанное им ранее предложение о учреждении викариатства, в котором бы сохранялись положения устава и литургическая традиция бывшей архиепископии.
27 сентября митрополит Галльский Эммануил объявил о созыве Совета архиепископии 30 сентября. Кроме того, митрополит Эммануил разослал циркуляр, которым пригласил на собрание 5 октября в соборе Святого Стефана в Париже клириков и мирян, «подтвердивших свою приверженность Вселенскому патриархату и/или отказ присоединиться к Московскому патриархату», для рассмотрения вопроса о создании викариатства русской традиции.
По данным митрополита Иоанна (Реннето), озвученным 4 ноября 2019 года, лишь 10 приходов архиепископии западноевропейских приходов русской традиции остались в составе Константинопольского патриархата. Противники митрополита Иоанна назвали это заявление голословным и заявили, что около 60 % приходов архиепископии по-прежнему остаются под крылом Константинополя. 30 ноября 2019 года сайт credo.press со ссылкой на «La Lettre du vicariat — No 1, novembre 2019» опубликовал список из 17 приходов и общин (причём 2 общины были приписаны к храму в Биаррице), Покровского монастыря и Казанского скита во Франции, оставшихся в ведении Константинпольского патраирхата.

### Другие поместные православные церкви
Помимо вариантов подчиниться решению Константинопольского патриархата или присоединиться к Московскому патриархату, рассматривались и другие варианты: переход в РПЦЗ, переход в Румынскую православную церковь, переход в Православную церковь в Америке.
Как писал в декабре 2018 года диакон Александр Занемонец, «Румынская церковь — одна из самых деятельных православных церквей на сегодняшний день. С самым многочисленным монашеством и подлинно пастырским отношением иерархии и духовенства к своему народу. В Западной Европе сотни румынских приходов, в большинстве которых за богослужением используются местные языки, а не только румынский. Многие румынские епископы и священники учились в Парижском богословском институте, благо французский язык для румын не представляет большой сложности. Но всё же это слишком странный вариант. Возможно, он приемлем для франко- или англоязычных общин (какая им разница, русское, греческое или румынское церковное начальство?), но не для русской паствы, которая все эти десятилетия считала себя частью русского православия».
Но к августу 2019 года все эти варианты отпали один за одним. Румынская православная церковь предложила лишь временный омофор, и то только с разрешения патриарха Варфоломея. В РПЦЗ заявили, что не могут «сохранить историческую форму архиепископии», и потому предложили европейским приходам влиться в епархии РПЦЗ в Западной Европе с обязательным изменением «календаря и литургического языка», что было существенно, так как значительная часть приходов архиепископии служила по новоюлианскому календарю. ПЦА отказала, сославшись на «собственные обстоятельства». По словам секретаря совета архиепископии Николая Лопухина, все другие поместные православные церкви кроме Русской, с которыми велись разговоры, не хотели ссориться с Константинополем.
Тем не менее, ряд приходов перешли в Митрополию Западной и Южной Европы Румынской православной церкви. Еще несколько приходов перешли под юрисдикцию Сербской и Болгарской православных церквей. Эти поместные церкви поддерживали евхаристическое общение и с Константинополем, и с Москвой, что важно для многих прихожан. Выбор в пользу Румынского Патриархата со стороны некоторых приходов был отчасти обусловлен тем, что некоторые прихожане имели молдавское происхождение. Ещё до того, как архиепископ Иоанн (Реннето) попросил о присоединении к Московскому патриархату Архиепископия лишилась Скандинавского благочиния, все приходы которого перешли в Константинопольскую, Сербскую и Болгарскую православные церкви.

### Провозглашение независимости
Настоятель прихода Нотр-Дам-дю-Сень в Париже протоиерей Владимир Ягелло предложил добиваться полной независимости Архиепископии от каких-либо патриархатов и поместных православных церквей, ссылаясь при этом на опыт независимого существования Архиепископии в 1965—1971 годах. Эту идею он официально озвучил 11 мая 2019 года на пастырском собрании. Как он пояснил в интервью Независимой газете: «Тогда мы объявили о своей независимости ото всех. Была составлена специальная декларация, подписанная священниками Николаем Афанасьевым и Алексеем Князевым, а также Константином Андрониковым и другими ведущими профессорами нашего богословского Свято-Сергиевского института в Париже. Тогда никаких споров по поводу нашей независимости не было, но мы искали какой-то другой путь. И в 1971 году мы снова получили признание от Константинополя. Сначала временное, а в 1999 году постоянное. Но пока его не было, мы были самостоятельными и все нас признавали, мы были в общении со всеми церквами, никто нас не игнорировал и не называл еретиками. Поэтому сейчас мы просто предлагаем ровно то же решение вопроса, что и в 1965 году». По словами другого клирика архиепископии архидиакона Всеволода Борзаковского: «некоторые члены архиепископии считают, что её будущие поколения уже не будут связаны ни с Грецией, ни с Россией. Они живут и будут жить на Западе, и потому сейчас настало время подумать о создании своей европейской православной церкви».
В августе 2019 года клирик Архиепископии протоиерей Георгий Ашков опубликовал открытое письмо, в котором предлагал свою программу выхода из постигшего Архиепископию кризиса. В частоности он призывал не принимать ничей омофор, создать самостоятельную церковную структуру с проектом создания независимой поместной церкви, которую рекомендовал назвать «Православная церковь русской традиции в Западной Европе согласно уставам Московского собора 1917-18 годов». Он ратовал за избрание из числа клириков Архиепископии епископов и изменение её устава таким образом, чтобы он стал уставом поместной церкви. Клирик Архиепископии диакон Александр Занемонец так прокомментировал этот проект: «Этот вариант мог бы быть интересен не в контексте нынешних вопросов, которые стоят перед архиепископией, а в контексте внутреннего устройства епархии. То, чего нам долгое время не хватало. Но все это может быть рассмотрено только после того, как мы получим чью‑либо каноническую юрисдикцию». По мнению Живко Панева, структура, предлагаемая Георгием Ашковым, будет больше походить на секту. «Наша дилемма заключается не в том, чтобы выбирать между Константинополем и Москвой, наш сегодняшний выбор — либо быть в Церкви, либо быть вне ее. Предложение отца Георгия, на мой взгляд, утопическое. Оно безграмотно с точки зрения и канонов, и экклесиологии. Нельзя сравнивать нашу ситуацию с тем, например, что в свое время происходило в Православной церкви в Америке накануне признания ее автокефалии. Там было девять епископов и 360 приходов. У нас такого нет. Более того, там была поддержка Московского патриархата. Нас же никто не поддержит. Патриарх Варфоломей уже заявил, что объявит такую церковную структуру неканоничной». Архиепископ Иоанн также отвергал этот путь: «я был абсолютно против, потому что автономия не привела бы нас ни к чему, это тупиковый путь».
В начале сентября после решения Константинпольского Патриархата об освобождении от обязанностей архиепископа Иоанна от управления приходами бывшего экзархата, протоиерей Георгий Ашков неожиданно попросил отозвать свой проект «поскольку его рассмотрение остается невозможным в новой ситуации». При этом он выразил пожелание, что его проект будет рассмотрен позже. По поводу предложений протоиерея Георгия Ашкова в целом архиепископ Иоанн (Реннето) указал, что на реализацию этой инициативы могли бы уйти годы: «отец Ашков предлагает глубинно пересмотреть наш образ существования здесь, на Западе. И мы это сделаем. Но отец Ашков отозвал свой проект, потому что он требует слишком много времени».

## Вхождение в состав Московского патриархата и раскол Совета архиепископии
В результате 7 сентября в Париже собрались 186 делегатов из 246 имевших право голова. Решение о переходе в Московский патриархат набрало большинство голосов: «за» проголосовали 104 человека, против — 75. Шесть бюллетеней оказались испорченными, один — незаполненным. В итоге, хотя большинство собравшихся высказались за присоединение к Московскому патриархату, число поданных голосов оказалось ниже кворума в 117 голосов, необходимого по французскому законодательству. После объявления итогов голосования епископ Иоанн заявил, что в любом случае, поскольку более 50 % поданных голосов подано «за», он уже сегодня вечером будет просить о присоединении его и Архиепископии к Московскому патриархату и что приходы, которые этого хотят, должны только следовать за ним. Началась дискуссия по правовым вопросам, причем выступления часто шли в прямо противоположных направлениях. В таких условиях архиепископ Иоанн заявил, что для того, чтобы священнослужители могли отслужить литургию воскресный день, он решил отложить любое решение на время и что он будет поминать патриарха Варфоломея на литургии в воскресенье, но с понедельника он будет советоваться со своими помощниками и решать, что делать дальше.
11 сентября 2019 года митрополит Иларион (Алфеев) отметил: «Решение Константинопольского патриархата, озвученное его представителями, по сути дела, не оставило перед Архиепископией выбора. И здесь вопрос ставится очень просто: быть или не быть. И вот я думаю, что на этот вопрос либо архиепископия в целом, либо каждый из её приходов в отдельности должны будут ответить в ближайшее время», добавив, что «со стороны Русской Православной Церкви сделано всё необходимое для того, чтобы максимально облегчить вхождение архиепископии или тех её приходов, которые этого пожелают, в состав Русской Православной Церкви».
14 сентября 2019 года архиепископ Иоанн (Реннето) направил патриарху Московскому и всея Руси Кириллу обращение, в котором сообщил, что в ходе внеочередного собрания архиепископии большинство голосующих, клирики и миряне, «высказались в поддержку проекта канонического присоединения к Московскому Патриархату, разработанного на заседаниях совместной комиссии», которая работала на протяжении 2019 года. В том же письме архиепископ Иоанн попросил принять его вместе с общинами, соответствующими большинству голосовавших на собрании, «в каноническое общение и единство с Московским Патриархатом для обеспечения непрерывности церковной, литургической и таинственной жизни Архиепископии западноевропейских приходов русской традиции».
В тот же день члены Священного синода постановили принять архиепископа Иоанна (Реннето) в юрисдикцию Московского патриархата с титулом «Дубнинский», а также «всех желающих того клириков, находящихся под его руководством, и приходы, которые выразят такое волеизъявление» и «поручить архиепископу Дубнинскому Иоанну управление упомянутыми приходами». Кроме того, в решении Синода значилось: «По получении обращения от собрания представителей приходов иметь дополнительное суждение для определения канонической формы их организации, исходя из исторически сложившихся особенностей епархиального и приходского управления, а также богослужебных и пастырских традиций, установленных митрополитом Евлогием с учётом условий существования возглавляемого им церковного удела в Западной Европе». По словам Патриарха Кирилла: «мы провели заседание Священного Синода Русской Православной Церкви дистанционно, потому что не было времени собирать Преосвященных членов Синода. Но с каждым я переговорил и получил не просто согласие, а горячее согласие. Нужно было слышать интонации, с которыми члены Синода откликнулись на мое сообщение о случившемся. Когда я спросил их, голосуют ли они за это решение, я получил восторженный ответ: „Не просто голосуем — всей душой голосуем“».
В тот же день архиепископ Иоанн опубликовал обращение, в котором обосновал своё решение тем, что, что устав архиепископии регулирует такие вопросы, как финансы, избрание епископов, общие собрания, но не вопросы пастырского служения и канонического покровительства: «Мы не можем дать юридический ответ на пастырский вопрос». В тот же день состоялся телефонный разговор между патриархом Кириллом и архиепископом Иоанном, в ходе которого предстоятель Русской православной церкви проинформировал архиепископа Иоанна о принятом решении, выразил радость в связи с произошедшим историческим событием, поздравил архиепископа Иоанна и поблагодарил его за мудрое руководство паствой.
Недовольные действиями архиепископа Иоанна члены Совета архиепископии провели срочное совещание, не поставив об это в известность ни самого архиепископа, ни тех членов епархиального совета, которые согласились с его решением, и в ночь на 15 сентября по приходам архиепископии было разослано электронное письмо от 14 сентября с подписью семи из двенадцати членов членов Совета архиепископии (один из полномочных органов управления архиепископии, согласно её уставу), которое заявляло, что, поскольку архиепископ Иоанн, перейдя в Московский патриархат, теперь «не в состоянии канонически продолжать совершать евхаристию в общении с Константинопольским Вселенским патриархатом», то, согласно уставу, «Совет архиепископа констатировал его полную неспособность возглавить архиепископство и поэтому направил официальный запрос его святейшеству Константинопольскому Вселенскому патриарху Варфоломею, официально попросив его назначить местоблюстителя». По мнению авторов письма, «приходы и клирики, желающие войти в одну из семи митрополий Вселенского патриархата, на территориях которых расположены приходы архиепископства, могут обратиться с просьбой об этом к митрополиту Франции Эммануилу» или же пополнить ряды Румынской православной церкви. В письме говорилось, что написать заявление об уходе необходимо и духовенству, которое сочло нужным последовать за архиепископом Иоанном. При этом в тексте особо подчёркивалось, что архиепископия как юридическое лицо остаётся в юрисдикции Константинопольского патриархата.
15 сентября архиепископ Иоанн возглавил литургию в Александро-Невском соборе в Париже, за которой впервые помянул патриарха Московского и всея Руси.
17 сентября на официальном сайте архиепископии появилось послание архиепископа Иоанна, который написал, что авторы письма «под прикрытием стремления „защитить“ и „продолжить“ нашу Архиепископию, <…> на самом деле, путем череды бессмыслиц, ликвидирует нашу Архиепископию <…> Наши чрезвычайные общие собрания 23 февраля и 7 сентября 2019 сделали устаревшими упоминания о Вселенском патриархате в наших уставах. Именно наши собрания, наши соборные решения изменили наш устав, и мы должны будем внести в него соответствующие поправки». На тот момент, по данным «Независимой газеты», было известно как минимум о 67 приходах, изъявивших желание последовать за архиепископом Иоанном.
28 сентября 2019 года в Париже прошло пастырское собрание Архиепископии западноевропейских приходов русской традиции. По словам протоиерея Живко Панева, участвовавшего в пастырском собрании, «51 клирик, присутствовавший на встрече, а также 37 священнослужителей, которые по разным причинам не смогли приехать на собрание, подтвердили свою полную поддержку архиепископу Иоанну и согласились уйти в каноническую юрисдикцию Московского патриархата». Согласно сообщению на сайте архиепископии, данное собрание «в своем подавляющем большинстве подтвердило с одобрительным голосованием решение Архиепископа Иоанна просить каноническую привязанность к Московскому Патриархату» (дословный текст русскоязычной версии сообщения. Было принято соответствующее обращение к патриарху Московскому и всея Руси Кириллу. При этом архидиакон Всеволод Борзаковский, ранее подписавший письмо семи членов Совета архиепископии, провозгласил многая лета патриарху Кириллу.
30 сентября 2019 года семь избранных членов Совета архиепископии, не принявших позицию архиепископа Иоанна, провели заседание под председательством митрополита Галльского Эммануила. На встрече присутствовали священники Александр Фостиропулос, Кристоф д’Алоизио и Сергий Соллогуб, миряне Элизабет фон Шлиппе и Александр Викторов, Алексей Оболенский и Дидье Виланова. Остальные пять избранных членов Совета, а именно — священники Иоанн Гейт и Феодор ван дер Воорт, архидиакон Всеволод Борзаковский, миряне Николай Лопухин и Мишель Рибо-Меньер, хотя и были приглашены на встречу, отсутствовали. Собрание констатировало окончание срока полномочий архиепископа Иоанна и приняло резолюции, гарантирующие осуществление корпоративной цели Епархиального управления Союза православных объединений. Собравшиеся «решительно осудили» «давление на духовенство Архиепископии, чтобы они отказались от долга преданности епархиальному союзу русских православных объединений в Западной Европе и последовали за ним с теми общинами, которые вместе с ним перешли в Московский Патриархат» и просили «священнослужителей и всех приходских чиновников соблюдать Устав Епархиального управления Союза русских православных объединений в Западной Европе». В тот же день было опубликовано заявление Епархиальной администрации, что «епархиальная администрация в этот день уведомила отцов Кристофа д’Алоизио, Александра Фостиропулоса и Сергия Соллогуба о немедленном прекращении их обязанностей в Совете архиепископии», так как они «сделали выбор в пользу выхода из духовенства архиепископа, поскольку они поминают иерархов других канонических юрисдикций румынской митрополии или греческих митрополий Англии или Франции», ссылаясь на статью 67 Устава архиепископии, согласно которой «любой клирик — член Совета Архиепископии в сане священника или диакона, который покинет клир Архиепископии, автоматически считается ушедшим в отставку».
2 октября Иоанн извещал, что созвал Совет архиепископии на 21 октября, «чтобы рассмотреть решение Священного синода Московского патриархата, которое мы ожидаем 8 октября, и начать подготовку к следующей Очередная Генеральной Ассамблее»; призвал те приходы, которые решили или собираются присоединиться к Галльской митрополии, и тех, кто присоединятся к Фиатирской митрополии, пересмотреть свою позицию.
7 октября 2019 года Священный синод Русской православной церкви определил, «что Архиепископия западноевропейских приходов русской традиции, совершая своё спасительное служение в исторически сложившейся совокупности её приходов, монастырей и церковных учреждений, отныне пребывает неотъемлемой частью Московского Патриархата», и подтвердил «принятие в юрисдикцию Московского Патриархата в составе Архиепископии клириков и приходов, выразивших таковое желание». Были определены права, на которых «Архиепископия действует в составе Московского Патриархата». 7 октября 2019 года по завершении заседания Священного синода Русской православной церкви состоялся телефонный разговор патриарха Кирилла с архиепископом Дубнинским Иоанном (Реннето). Как сообщил архиепископ Иоанн, «[Патриарх] сообщил мне, что синод [РПЦ] удовлетворил нашу просьбу и принял протокол, который прилагался к нашему обращению. Этот протокол мы разработали совместно с Московской патриархией». Было решено, что представители архиепископии прибудут в Москву для подписания документа о принятии в юрисдикцию Русской православной церкви 3 ноября.
10 октябрь 2019 года священник Сергий Соллогуб разослал по приходам архиепископии документ под названием «коммюнике Совета архиепископа» о заседании Совета архиепископии. 11 октября было опубликовано коммюнике канцелярии архиепископии, где говорилось, что заседание Совета состоится 21 октября под председательством владыки Иоанна. Кроме того,

отцы Александр Фостиропулос, Кристоф д’Алоизио и Сергий Соллогуб больше не являются членами Совета. На момент происшествия они таковым также не являлись. Что касается митрополита Эммануила, то он не является locum tenens архиепископии. Во главе Архиепископии стоит архиепископ, который не нуждается в замене. <…> Наконец, следует напомнить, что locum tenens исполняет обязанности по текущим делам и не может назначать, переводить или увольнять священников. Это также вытекает из нашего устава (статья 53). Таким образом, он не может предпринимать каких-либо инициатив в отношении «сохранения своих интересов и урегулирования своего в настоящее время весьма нестабильного положения». Напомним, что 5 октября владыка Эммануил собрал, как написано на сайте греческой митрополии Франции, «клириков и мирян бывшего Экзархата приходов русской традиции в Западной Европе во Франции», и «эти клирики после последних событий согласились с решениями Священного Синода Вселенского Патриархата и, следуя святым канонам, работали над формой своего объединения в митрополии Франции». Таким образом, эти клирики, авторы «коммюнике», находятся уже не в нашей Архиепископии, а в греческой митрополии. Таким образом, ничто из того, что написано в этом «коммюнике», не позволяет авторам этого «коммюнике» «придерживаться устава Епархиального правления русских православных объединений в Западной Европе»: во-первых, потому, что то, что они пишут, резко противоречит уставу этого союза, а во-вторых, в более общем плане потому, что они отныне отвергли эти уставы, приняв решения Священного Синода Вселенского Патриархата.
Епархиальная администрация остаётся на месте под властью своего архиепископа Иоанна и будет продолжать следить за тем, чтобы выбор архиепископа в его подавляющем большинстве соблюдался. Она будет защищать архиепископство и его членов, если потребуется, от любой формы узурпации.
Оригинальный текст (фр.)Par ailleurs, les Pères Alexandre Fostiropoulos, Christophe d’Aloisio et Serge Sollogoub ne sont plus membres du Conseil. Ils ne l’étaient plus au moment des faits non plus.

En ce qui concerne le Métropolite Emmanuel, il n’est pas locum tenens de l’Archevêché. L’Archevêché a à sa tête un Archevêque qui n’a pas besoin d’être remplacé, et jamais le Conseil de l’Archevêché en tant que tel n’a valablement demandé une telle nomination. Une telle demande est pourtant expressément prévue dans nos statuts (art. 52). Monseigneur Emmanuel ne peut enfin et en tout état de cause pas représenter l’Archevêché qui a été accueilli le 8 octobre par le Saint-Synode du Patriarcat de Moscou au sein du Patriarcat de Moscou. Monseigneur Emmanuel dépend du Patriarcat de Constantinople.
Il sera enfin rappelé que le locum tenens assure l’intérim des affaires courantes, et ne peut procéder à aucune nomination, transfert ou révocation de prêtres. Ceci aussi résulte de nos statuts (art. 53). Il ne peut donc pas prendre quelque initiative que ce soit concernant la « préservation de ses intérêts et la régularisation de sa situation actuellement très instable ». On rappellera que le 5 octobre dernier, Monseigneur Emmanuel a réuni, ainsi qu’il est écrit sur le site de la métropole grecque de France, « des clercs et laïcs de l’ancien Exarchat des paroisses de tradition russe en Europe Occidentale en France », et « ces clercs, suite aux derniers événements, ont accepté les décisions du Saint Synode du Patriarcat œcuménique, et, suivant les Saints Canons, ont travaillé sur la forme de leur réunion au sein de la Métropole de France ». Ces clercs, dont les auteurs du « communiqué », ne sont donc plus dans notre Archevêché, mais dans la métropole grecque.
Rien, dans ce qui est écrit dans ce « communiqué », ne permet donc aux auteurs dudit « communiqué » de « se tenir aux statuts de l’Union Directrice Diocésaine des Associations Orthodoxes Russes en Europe Occidentale » : tout d’abord parce que ce qu’ils écrivent est radicalement contraire aux statuts de cette Union, et ensuite plus généralement parce qu’ils ont désormais rejeté ces statuts en acceptant les décisions du Saint Synode du Patriarcat Œcuménique.
<...>
L’administration diocésaine reste en place, sous l’autorité de son archevêque Jean, et continuera de veiller à ce que le choix de l’Archevêché dans sa très large majorité, soit respecté. Elle défendra l’Archevêché et ses membres, si nécessaire, contre toute forme d’usurpation.

По состоянию на 31 октября 2019 года, «более 60 приходов» подтвердили свой переход в Московский патриархат, в частности, парижский собор святого Александра Невского на улице Дарю

## Торжества

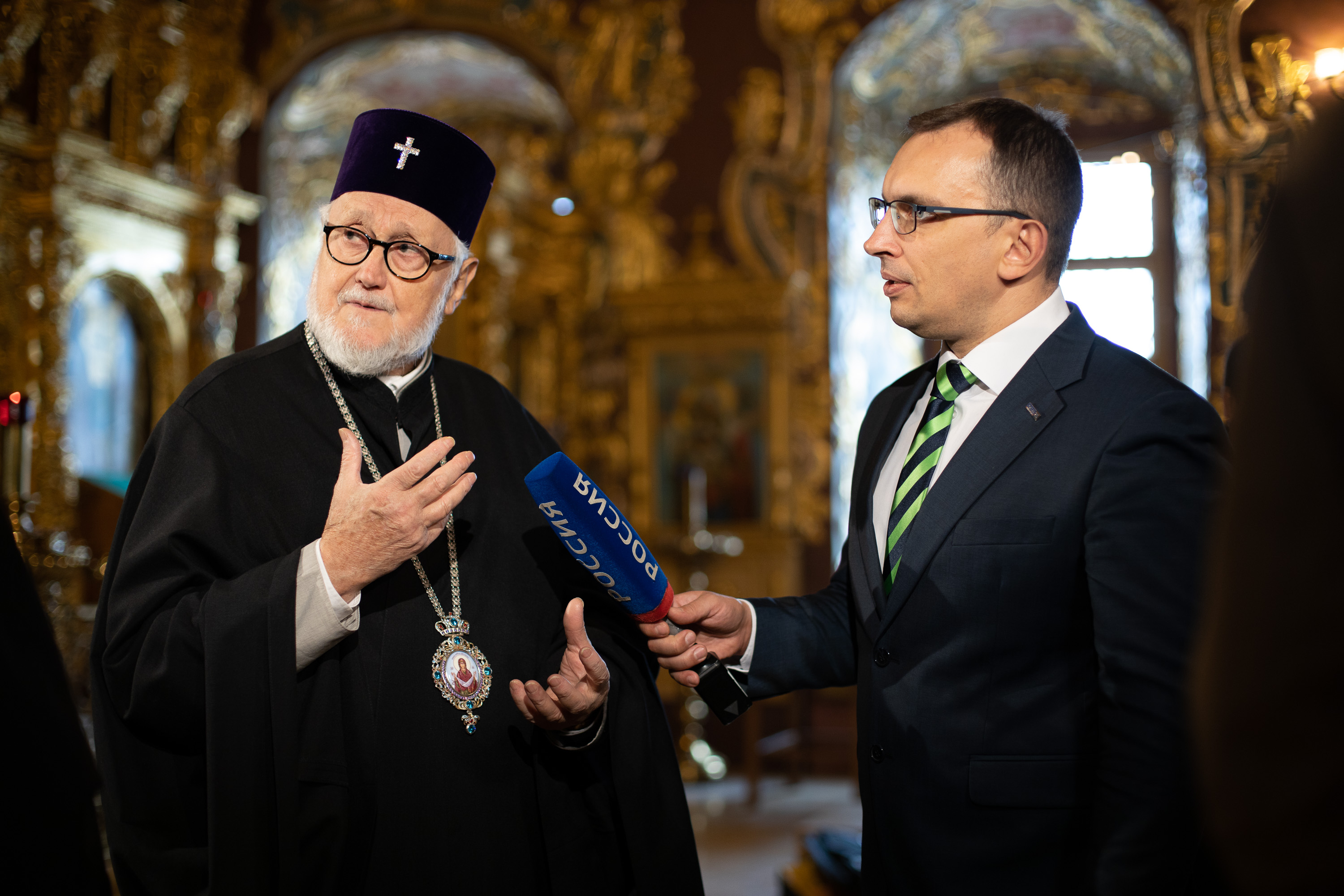
Архиепископ Иоанн (Реннето) даёт интервью телеканалу «Россия». Троице-Сергиева лавра. 2 ноября 2019 года

1 ноября 2019 года в Тронном зале Патриаршей и резиденции в Даниловом монастыре в Москве Святейший Патриарх Московский и всея Руси Кирилл подписал Патриаршую и Синодальную грамоту о восстановлении единства Архиепископии западноевропейских приходов русской традиции с Русской Православной Церковью. Грамота была подписана в двух экземплярах: один был предназначен для вручения главе Архиепископии западноевропейских приходов русской традиции архиепископу Дубнинскому Иоанну (Реннето), второй должен был хранится в архиве Московской Патриархии.
2-4 ноября 2019 года в Москве проходят торжества по случаю присоединения Архиепископии западноевропейских приходов русской традиции к Русской Православной Церкви, приуроченные к празднику Казанской иконы Божией Матери и Дню народного единства. В Москву из Франции прибыла делегация в составе 105 человек во главе с архиепископом Иоанном (Реннето), в которую входили 37 священников и диаконов. Как отметил Патриарх Кирилл: «Я пригласил владыку Иоанна, он прибыл в Москву, у нас состоялся обстоятельный очень разговор. За эти годы пребывания в самостоятельном, так сказать, бытии у них сложились определенные особенности церковного управления. И они уже привыкли к этим особенностям. Они не входят в какое-то противоречие с канонической традицией. И владыка Иоанн просил меня сохранить эти традиции. И я дал ему согласие, потому что часть этих традиций связана с решениями Поместного Собора 1917—1918 годов. И поскольку у них эти решения Собора практиковались на протяжении всей послесоборной истории, я принял решение никоим образом не менять ситуацию и дать им возможность сохранять эту специфику их управления, которая никак не нарушает и не может нарушить нашего единства и не несет никаких канонических искажений».
Патриарх Московский и всея Руси Кирилл удостоил главу Архиепископии западноевропейских приходов русской традиции архиепископа Иоанна (Реннето) сана митрополита, соответствующий указ патриарха был зачитан в воскресенье во время Божественной литургии в храме Христа Спасителя: «Во внимание к стоянию в канонической истине и к пастырским трудам, приведшим к восстановлению церковного единства с матерью — Русской православной церковью Западноевропейского церковного удела, основанного в 1921 году под руководством митрополита Евлогия (Георгиевского), вы удостаиваетесь сана митрополита при сохранении за вами также традиционного литургического поминовения „господина нашего высокопреосвященнейшего митрополита Дубнинского Иоанна, архиепископа западноевропейских приходов русской традиции“». Как отметил диакон Александр Занемонец, «помимо личной награды, это возвращение того же наименования высокого значения епархии и её архиерею, как это было в самом ее начале».
По оценке патриарха Кирилла, воссоединение РПЦ и Архиепископии — это «не просто церковное деяние», а «последний акт, который закрывает драму революции и гражданской войны, драму разделения нашего народа».
4 ноября 2019 года на пресс-конференции в Москве митрополит Иоанн сообщил: «На сегодняшний день мы сохранили 60 приходов, но есть ещё приходы, которые вернутся к нам. Что касается клириков, священников и дьяконов — около 90 человек остались и утвердились в своём решении жить в архиепископии в общении с Московским патриархатом». Из отказавшихся воссоединиться с РПЦ порядка десяти общин приняли решение остаться в Константинопольском патриархате, другие размышляют по поводу своего будущего — кто-то планирует присоединиться к Румынскому патриархату, а кто-то намерен уйти в Русскую православную церковь заграницей. Также он отметил: «многие у нас еще думают, что возвращение в лоно Русской церкви — это своего рода подчинение. На самом деле никакого подчинения нет — речь идет об общении в вере, общении в богословии, общении в евхаристии. За все то время, что мы были в России, мы не почувствовали, что над нами хотят властвовать, мы ощутили скорее братство».
Днём 5 ноября митрополит Дубнинский Иоанн отбыл в Париж

## Дальнейшие события
По состоянию на 13 ноября 2019 года, по данным Би-би-си, большинство храмов архиепископии провели лишь экстренные промежуточные голосования. Финальные решения, имеющие юридическую силу и должным образом оформленные, практически нигде не приняты.
17 ноября 2019 года оставшиеся в Константинопольском патриархате члены Совета архиепископии собрались в Париже под председательством митрополита Галльского Эммануила (Адамакиса) в ранге местоблюстителя. Было принято решение созвать 18 января 2020 года внеочередное Общее собрание (Генеральную ассамблею) для избрания нового председателя Епархиального совета в соборе святого Стефана. Было заявлено, что «Приходы бывшего экзархата на французской земле будут иметь возможность войти в состав викариатства митрополии Франции под руководством митрополита Эммануила». Адвокату Епархиального собрания Г. Леку было поручено предпринять необходимые шаги для обеспечения сохранности собственности Епархиального совета, «которой бывший архиепископ продолжает незаконно распоряжаться, несмотря на Синодальные решения и в противоречии с Уставом».
В ответ на это на официальном сайте архиепископии в связи с этим отмечалось: «Юридически невозможно обусловить право голоса в эпоху гражданского объединения клятвой верности решениям религиозной власти, а именно Священного Синода Константинопольского Патриархата. Так же невозможно понять, как 25 приходов из 85 нашей Архиепископии на пороге его общего собрания могли претендовать на решение, против других 60, будущего Архиепископии». «Такое собрание будет созвано вне срока, поскольку местоблюститель имеет только 4 месяца с момента его назначения для организации епархиальной генеральной ассамблеи. В уставе не предусмотрено никаких продлений. Владыка Эммануил был назначен на сессии Священного Синода Константинополя 29 и 30 августа 2019 года и утвержден Патриаршим указом от 2 сентября 2019 года. 18 января все равно было бы слишком поздно».
29 ноября 2019 года на сайте Галльской митрополии Константинопольского патриархата появилось объявление о создании «викариатства русской традиции с митрополией во Франции» для тех приходов, которые отказались становиться частью РПЦ. Согласно документу, обозначенному как «Письмо о викариатстве № 1», таких приходов только во Франции 18 и ещё как минимум три общины «продолжают поминать Вселенского патриарха Варфоломея, но окончательного решения о своей юрисдикционной принадлежности ещё не приняли». Указывалось, что как минимум две общины в Испании, пять в Скандинавии, 16 в Великобритании и Ирландии «остались верными Константинополю». В Константинопольском патриархате осталось около 40 приходов, по четыре присоединились к Румынской и Болгарской церквам, по одной — к Сербской епархии и Антиохийской церкви.
18 января 2020 года состоялось внеочередное общее собрание «епархиального союза» в юрисдикции Константинопольского патриархата, в котором приняли участие те, кто отказался от перехода архиепископии в состав Русской православной церкви, вошли в созданное по этому случаю викариатство Галльской митрополии. Эта ассамблея не смогла избрать председателя, поскольку кворум не был достигнут; должность местоблюстителя продолжил занимать митрополит Эммануил (Адамакис). Собрание единогласно (при одном воздержавшемся) решило, что следует отдавать предпочтение переговорам, а не судебным разбирательствам, поручив правлению связаться с официальными лицами Дубненской епархии для организации переговоров.
24 января 2020 года в Свято-Сергиевом институте после Божественной литургии состоялось очередное общее собрание Архиепископии приходов русской традиции в Западной Европе под председательством митрополита Дубненского Иоанна. На открытии ассамблеи присутствовали 113 из 182 делегатов, а затем их количество увеличилось до 133, что было значительно выше кворума — 91 делегат. Таким образом, ассамблея смогла проголосовать за обновление членов Совета архиепископии и избрать членов различных комитетов. Кроме того, новым голосованием собрание избрало двух викарных епископов: архимандрита Свято-Силуанского монастыря Симеона (Коссека) и иеромонаха Елисея (Жермена). На следующий день Чрезвычайная генеральная ассамблея большинством голосов одобрило необходимые изменения устава для приведения их в соответствие с «грамотой», вручённой митрополиту Иоанну патриархом Московским Кириллом 3 ноября 2019 года.
12 февраля 2020 года стало известно, что 1 марта в соборе Святого Саввы в Париже пройдёт вечерня межучережденческого прощения, на которую епископ Лука (Ковачевич) (Сербская православная церковь) вместе с митрополитом Иоанном (Реннето) и митрополитом Эммануилом (Адамакисом) дали свое совместное благословение.
26 февраля 2020 года митрополит Галльский Эммануил назначил протоиерея Алексия Струве викарием для координации создания Викариата святой Марии Парижской и святого праведного Алексия, объединяющего приходы Русской традиции, которые остались в подчинении Константинопольского патриархата и которые в настоящее время находятся в составе Галльской митрополии. Митрополит Эммануил подтвердил, 24 апреля, в Покровском монастыре в Бюсси-ан-От состоится пастырское собрание, а в июне — учредительное собрание Викариата.
4 декабря 2020 года было подписано соглашение, «которое стало кульминацией подхода, направленного на поиск мирного выхода из конфликтной ситуации», и «которое было единодушно достигнуто как владыкой Иоанном, так и Советом архиепископства, а также владыкой Эммануэлем и приходами, собравшимися на Генеральной Ассамблее под его председательством, и высказалось в этом направлении». Стороны договорились о «взаимном признания и неукоснительном соблюдении решений приходов и общин, входящих в епархиальный Союз, оставаться или не оставаться в Союзе ((который перешел в ведение Московского Патриархата) путём сохранения средств, в том числе материальных, которые должны позволить общинам мирно продолжать свой духовный путь независимо от принятого ими решения». Данное решение приветствовал сотрудник ОВЦС протоиерей Николай Балашов: «Русская православная церковь с готовностью приняла те общины в составе архиепископии в Западной Европе, которые того пожелали, и ни к кому претензий не предъявляла. Если теперь и пожелавшие оставаться в юрисдикции Галльской митрополии Константинопольского патриархата согласились с этим добровольным выбором и обещали его уважать, — конечно, это можно только приветствовать. Дай Бог, чтобы мир был прочным»

## Оценки
По завершении заседания Священного синода Русской православной церкви патриарх Кирилл так прокомментировал принятое решение:

Архиепископия была одной из частей русской православной эмиграции, порождённой революцией и гражданской войной. «Парижская» церковная эмиграция прошла очень сложный путь — от конфронтации с Русской Церковью, обусловленной политическими обстоятельствами, до принятия решения о вхождении в состав Московского Патриархата. Но и мы все прошли соответствующий путь, и воссоединение стало возможно не только потому, что многое изменилось в Западной Европе, но и потому, что многое изменилось в жизни нашей страны и нашей Церкви. Хотел бы в первую очередь поздравить наших братьев и сестер в Западной Европе, да и всех нас с воссоединением части Русской Церкви, остававшейся отделенной до недавнего времени, с её Матерью.

На сайте архиепископии было отмечено:

завершается период духовных, пастырских страданий и канонических неопределенностей, возникших после упразднения статуса экзархата, предоставленного архиепископии в 1999 году Константинопольским Патриархатом, и «акта подчинения» греческим митрополиям, который сопровождал это упразднение. Архиепископия отныне будет пользоваться новым каноническим статусом, сохраняя все свои литургические, пастырские и церковные особенности, а также административное управление, управление финансами и недвижимостью, как он и был создан с момента основания Митрополитом Евлогием в продлении актов и решений Московского Собора 1917—1918 гг. Сохранится также целостность архиепископии в её географическом, этническом и языковом разнообразии такой как она развивалась в ходе исторических событий на протяжении почти столетия. Да пребывает благодарность к Московскому патриархату в лице его Патриарха Московского и всея Руси Кирилла, а также Святейшему Патриаршему Синоду за его действия по сохранению миссионерского призвания архиепископии в Западной Европе.
По мнению диакона Александра Занемонца, «Если воссоединение с зарубежниками в 2007-м было „национально значимым“, то воссоединение с евлогианами в 2019-м имеет куда меньший патриотический смысл. По крайней мере для них самих. Для православного Парижа куда важнее не оказаться вне канонической церковной структуры и сохранить свои традиции, куда более широкие и либеральные, восходящие к Московскому поместному собору 1917 года и русской эмиграции».
5 октябре 2019 года митрополит Иларион (Алфеев) отмечал: «Это событие по значимости сопоставимо с событием 2007 года, которое получило очень широкую известность не только внутри церкви, но и за пределами. Речь идет о воссоединении Русской зарубежной церкви с Московским патриархатом».
Движение за поместное православие русской традиции в Западной Европе поддержало принятое архиепископом Иоанном решение и отмечало: «Мы горячо сожалеем о всех организованных попытках отсрочить этот новый этап в жизни Архиепископии. Необходимо срочно положить конец этим бесполезным и бесплодным боям. Желательно, чтобы их действующие лица в полной мере осознали новые перспективы, вернулись к архиепископу, получили его решение и пошли по „пути жизни“, который этот великий пастырь наметил на благо Православной Церкви. Этот кризис, возможно, будет полезен для устранения всех этих недоразумений».
Архиепископ Иоанн (Реннето), находясь в Москве, отмечал: «Происходящее событие — историческое, потому что каноническое присоединение, которое Вы нам сегодня дарите, это больше, чем простая интеграция; это закрепление церковного примирения. Это больше, чем возвращение, это развитие миссии. <…> Верная этой миссии в унаследованной традиции, Архиепископия продолжит нести своё свидетельство, уважая местные христианские общины, наследницы других духовных и богословских традиций».
Священник Христофор Д’Алоизио отмечал негативные последствия конфликта Московского и Константинопольского патриархатов: «Патриархи устроили хаос там, где раньше царило согласие. И это главная трагедия всей этой истории. Люди потеряли доверие и к Москве, и к Константинополю. В итоге многие выбирают вообще уйти из церкви».
Английский православный священник протоиерей Андрей Филлипс (РПЦЗ) положительно оценил как присоединение большей части Архиепископии к Московскому патриархату, так и то, что непримиримые критики последнего отказались это сделать: «Остатки эмигрантского русского православия — РПЦЗ в Западной Германии, Швейцарии и Великобритании; Рю Дарю во Франции; и Московские повсюду — находятся теперь в Единой Русской Церкви. Церковь была очищена; паразитические, секуляристски настроенные элементы отпали. Недобрые старые времена прошли. Преследования со стороны расистов и обновленцев быстро уходят в прошлое. Сейчас мы на шаг приблизились к созданию единого Русского православного экзархата в Западной Европе, верного традиции, почитающего местных святых на местных языках, основанию восстановленной будущей православной церкви Западной Европы».
По мнению руководителя Центра по изучению проблем религии и общества Института Европы РАН Романа Лункина: «Одной из больших и бесспорных побед Московского патриархата в 2019 году стало присоединение приходов русской традиции с центром в Париже. К РПЦ отошло несколько десятков приходов в нескольких европейских странах. <…> Восстановление единства — церковно-политический шаг, обозначающий широту православия и отсутствие изоляции, о которой предупреждали многие на фоне разрыва с Константинополем, разлада РПЦ с Александрийским патриархатом и Элладской церковью после того, как те начали поминать православную церковь Украины». «Окончательно воссоединился разорванный большевиками „русский мир“ советской России и эмигрантской России: для РПЦ такое широкое европейское представление о „русском мире“ ближе всего».
Священник Ги (Фонтен) положительно оценил возвращение архиепископии в состав Московского Патриархата: «осуществился „возврат к Церкви-Матери“, который положил конец всяким страхам, „спас“ Архиепископию и реализовал столь давно чаемые надежды. <…> Архиепископия выполнила своё пророческое предназначение, которое не обязательно должно заключаться в основании новой Поместной Церкви, но которое обогатило Православие открытостью взглядов, и особой оригинальной формой, вдохновлённой полным погружением в западный мир. Будущее в лоне Московского патриархата нам ещё это покажет».